# 1. division (Eishockey) 1977/78
Die Saison 1977/78 war die 21. Spielzeit der 1. division, der höchsten dänischen Eishockeyspielklasse. Meister wurden zum ersten Mal in der Vereinsgeschichte überhaupt die Rødovre Mighty Bulls. Gladsaxe SF stieg in die zweite Liga ab.

## Modus
In der Hauptrunde absolvierte jede der acht Mannschaften insgesamt 28 Spiele. Der Erstplatzierte der Hauptrunde gewann den Meistertitel. Der Letztplatzierte der Hauptrunde stieg in die zweite Liga ab. Für einen Sieg erhielt jede Mannschaft zwei Punkte, bei einem Unentschieden gab es einen Punkt und bei einer Niederlage null Punkte.

## Hauptrunde
|    | Klub                 | Sp | S  | U | N  | T   | GT  | Punkte |
| -- | -------------------- | -- | -- | - | -- | --- | --- | ------ |
| 1. | Rødovre Mighty Bulls | 28 | 22 | 4 | 2  | 174 | 70  | 48     |
| 2. | KSF Kopenhagen       | 28 | 19 | 3 | 6  | 128 | 101 | 41     |
| 3. | Vojens IK            | 28 | 13 | 5 | 10 | 126 | 102 | 31     |
| 4. | Rungsted IK          | 28 | 14 | 2 | 12 | 115 | 112 | 30     |
| 5. | AaB Ishockey         | 28 | 11 | 4 | 13 | 118 | 121 | 26     |
| 6. | Herning IK           | 28 | 8  | 3 | 17 | 113 | 156 | 19     |
| 7. | Esbjerg IK           | 28 | 5  | 7 | 16 | 87  | 129 | 17     |
| 8. | Gladsaxe SF          | 28 | 5  | 2 | 21 | 69  | 139 | 12     |

Sp = Spiele, S = Siege, U = unentschieden, N = Niederlagen, OTS = Overtime-Siege, OTN = Overtime-Niederlage, SOS = Penalty-Siege, SON = Penalty-Niederlage